# 公立豊岡病院
公立豊岡病院組合立豊岡病院（こうりつとよおかびょういんくみあいりつとよおかびょういん）は、兵庫県の一部事務組合、公立豊岡病院組合が設置・運営する公的病院。

## 概要
明治4年7月（1871年8月）に廃藩置県により旧豊岡藩が豊岡県となったときに開設された医局を基とする。がん診療連携拠点病院、救命救急センター、周産期母子医療センター設置病院、エイズ治療拠点病院、医師の卒後臨床研修指定病院、兵庫県災害拠点病院でもある。
新豊岡県医局、兵庫県病院、但馬の国8郡立豊岡病院、2郡（城崎・美方）立豊岡病院、公立豊岡病院を経て公立豊岡病院組合立豊岡病院となる。正式略称は「公立豊岡病院」、その他の略称は「豊岡病院」、「豊病」（とよびょう）。
2010年（平成22年）4月17日からドクターヘリの運用を開始した。現在は関西広域連合が運行をしている。豊岡病院のドクターヘリは2010年（平成22年）の運航開始以降から日本一の出動回数を誇る。

## 病院移転
2005年（平成17年）5月に現在の土地に新築移転した。これは、1993年（平成5年）10月の公立豊岡病院改築マスタープランの報告から実に12年の事である。また同年4月に移転を前に名称を今までの「公立豊岡病院」から「公立豊岡病院組合立豊岡病院」に改称した。

## 円形外来
旧豊岡病院の象徴は、世界で初めての円形の本館兼外来棟であった。豊岡市民から保存を求める声もあったが、2006年（平成18年）11月11日から解体が行われた。跡地は豊岡市が健康ゾーンとして、ウエルストーク豊岡となっている。

## 診療科
- 総合診療科
- 救急集中治療科
- 精神科
- 脳神経内科
- 呼吸器内科
- 消化器科
- 循環器内科
- リウマチ科
- 内分泌・糖尿病内科
- 血液内科
- 緩和ケア内科
- 小児科
- 新生児科
- 外科
- 乳腺外科
- 整形外科

- 形成外科
- 脳神経外科
- 呼吸器・心臓血管外科
- 皮膚科
- 泌尿器科
- 産婦人科
- 眼科（日高医療センターに移管）
- 耳鼻咽喉科
- 麻酔科
- 歯科口腔外科
- 矯正歯科
- 化学療法科
- 放射線科
- 放射線治療科
- リハビリテーション科
- 病理診断科

## 医療機関指定
出典
| 健康保険取扱指定医療機関                                         | 国民健康保険取扱機関           |
| 生活保護法指定医療機関                                           | 結核予防法指定医療機関         |
| 身体障害者福祉法指定更生医療機関（整形・心外・形成・耳鼻・口外） | 児童福祉法指定育成医療機関     |
| 母子保健法指定養育医療機関                                       | 労災保険指定医療機関           |
| 原爆医療法指定病院                                               | 精神保健福祉法指定医療機関     |
| 救急告示病院                                                     | エイズ拠点病院                 |
| 災害拠点病院                                                     | 難病患者等短期入所施設         |
| 第二種感染症指定医療機関                                         | 脳死体からの臓器提供施設       |
| 介護保険法みなし指定機関                                         | 医療機能評価認定病院           |
| 地域周産期母子医療センター                                       | 精神保健福祉法応急入院指定病院 |
| 臨床研修指定病院（医科・歯科）                                   | へき地医療拠点病院             |
| がん診療連携拠点病院                                             | 兵庫DMAT指定病院               |
| 地域医療支援病院                                                 |                                |

## 学会認定施設
出典
| 日本内科学会認定医制度教育関連病院                                                 | 日本病院総合診療医学会認定施設                         |  |                          |                              |
| 日本動脈硬化学会認定家族性高コレステロール血症紹介可能施設                         | 日本透析学会専門医制度教育関連施設                     |  |                          |                              |
| 日本神経学会専門医制度教育施設                                                     | 日本高血圧学会専門医制度研修施設Ⅰ                      |  |                          |                              |
| 日本糖尿病学会認定教育施設Ⅰ                                                        | 日本呼吸器学会認定施設                                 |  |                          |                              |
| 日本呼吸器内視鏡学会気管支鏡専門医制度関連認定施設                                 | 日本アレルギー学会アレルギー専門医準教育研修施設       |  |                          |                              |
| 日本消化器病学会認定施設                                                           | 日本消化器内視鏡学会指導施設                           |  |                          |                              |
| 日本循環器学会認定循環器専門医研修施設                                             | 日本心血管インターベンション治療学会研修施設           |  |                          |                              |
| 日本精神神経学会精神科専門医制度研修施設                                           | 日本小児科学会専門医制度研修施設                       |  |                          |                              |
| 日本周産期･新生児医学会周産期専門医制度周産期専門医（新生児）指定認定施設          | 日本外科学会専門医制度修練施設                         |  |                          |                              |
| 日本消化器外科学会専門医修練施設                                                   | 日本がん治療認定医機構認定研修施設                     |  |                          |                              |
| 日本臨床腫瘍学会認定研修施設                                                       | 日本外科感染症学会外科周術期感染管理教育施設           |  |                          |                              |
| 日本胃癌学会認定施設                                                               | 日本乳癌学会専門医制度認定施設                         |  |                          |                              |
| 日本整形外科学会専門医制度研修施設                                                 | 日本形成外科学会認定施設                               |  |                          |                              |
| 日本乳房オンコプラスティックサージャリー学会認定インプラントエキスパンダー実施施設 | 日本脳神経外科学会専門医研修プログラム参加施設         |  |                          |                              |
| 日本脳卒中学会認定研修教育施設                                                     | 日本脳神経外傷学会認定研修施設                         |  |                          |                              |
| 一次脳卒中センター(PSC)コア                                                        | 三学会構成心臓血管外科専門医認定機構基幹施設           |  |                          |                              |
| 呼吸器外科専門医合同委員会専門医研修連携施設                                       | 関連１０学会構成胸部ステントグラフト実施施設           |  |                          |                              |
| 関連１０学会構成腹部ステントグラフト実施施設                                       | 下肢静脈瘤に対する血管内焼灼術の実施基準による実施施設 |  |                          |                              |
| 下肢静脈瘤に対する血管内治療実施基準による実施施設                                 | 浅大腿動脈ステントグラフト実施施設                     |  |                          |                              |
| 日本泌尿器科学会専門医教育施設                                                     | 日本産科婦人科学会専門医制度専攻医指導施設             |  |                          |                              |
| 日本周産期･新生児医学会周産期専門医制度周産期専門医（母胎・胎児）指定認定施設      | 日本産科婦人科内視鏡学会認定研修施設                   |  |                          |                              |
| 日本婦人科腫瘍学会専門医制度指定修錬施設                                           | 日本女性医学学会専門医制度認定研修施設                 |  |                          |                              |
| 母体保護法指定医師研修医療機関                                                     | 日本眼科学会専門医制度研修施設                         |  |                          |                              |
| 日本麻酔科学会麻酔科認定病院                                                       | 日本病理学会病理専門医制度研修登録施設                 |  | 日本臨床細胞学会認定施設 | 日本臨床細胞学会教育研修施設 |
| 日本医学放射線学会放射線科専門医修練機関                                           | 日本救急撮影技師認定機構指定実地研修施設               |  |                          |                              |
| 日本医学放射線学会画像診断管理認証施設                                             | 日本救急医学会指導医指定施設                           |  |                          |                              |
| 日本救急医学会救急科専門医指定施設                                                 | 日本集中治療医学会専門医研修施設                       |  |                          |                              |
| 日本外傷学会外傷専門医研修施設                                                     | 日本航空医療学会認定制度指定施設                       |  |                          |                              |
| 日本急性血液浄化学会認定指定施設                                                   | 日本腹部救急医学会認定医･教育医制度認定施設            |  |                          |                              |
| 日本口腔外科学会専門医制度認定准研修施設                                           | 日本小児口腔外科学会認定医制度研修施設                 |  |                          |                              |
| 日本口腔科学会認定医制度研修施設                                                   | 日本病態栄養学会認定栄養管理･ＮＳＴ実施施設            |  |                          |                              |
| 日本病態栄養学会認定がん病態栄養専門管理栄養士研修実地修練施設                     |                                                        |  |                          |                              |

## 交通アクセス
山陰本線・京都丹後鉄道豊岡駅から全但バス豊岡病院行き、および豊岡病院を経由する但馬空港・目坂・赤石・竹野浜・奥野・梶原営業所行きに乗車、約9分。190円。
国道426号豊岡病院前交差点から兵庫県道727号豊岡出石インター線で病院の正門前に到達する。その先豊岡出石ICまでの区間は、北近畿豊岡自動車道の豊岡道路の供用に合わせ2024年（令和6年）9月23日に開通した。